# Colegio Comercial Anglo Argentino
El Colegio Comercial Anglo Argentino fue una escuela ubicada en la ciudad argentina de Rosario (provincia de Santa Fe) fundada por Isaac Newell y su esposa en 1884. Ha desempeñando un papel importante en la historia de la ciudad y es célebre por ser cuna de la institución deportiva Club Atlético Newell's Old Boys. El colegio desde su inicio buscó brindar una formación amplia e integral al estudiante impartiendo las típicas materias comerciales necesarias para el saber de la época, pero también enseñando y practicando disciplinas deportivas.

## Contexto Histórico
En enero de 1869, Isaac Newell llega al puerto de Rosario. Para este año la ciudad alcanzó los 29.000 habitantes; y fue un periodo donde la ciudad y región estuvieron marcadas por las epidemias de cólera y fiebre amarilla. A partir de aquella época Argentina comenzaría a recibir gran cantidad de inmigración europea y de otras latitudes del orbe, dada las posibilidades de progreso que presentaba el país, que incrementarían su población exponencialmente, entre ellas la de Rosario (para el año 1900, 120.000 ha.), que haría florecer la creación de instituciones educativas y deportivas acompañando la pujanza económica del país. Siendo Rosario, la ciudad Argentina que tiene más clubes activos fundados por británicos.

### La Trayectoria de Isaac Newell

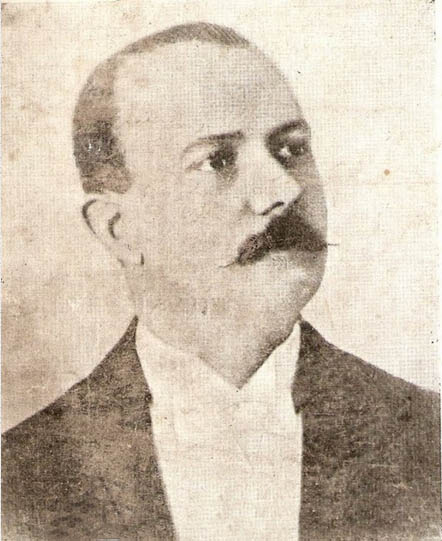
Isaac Newell

Isaac Newell, ingresa a trabajar al ferrocarril de telegrafista, ascendiendo luego a jefe de telegrafistas. En 1878, se convirtió en profesor de inglés y, en 1880, asumió la dirección, junto a su esposa, del Saint Bartholomew’s Day School, donde algunos sostienen que se jugó el primer partido de fútbol en Rosario de la mano del maestro Isaac; que de ser así, sería la semilla, que germinaría para fin de siglo en el constituido Robb’s School.

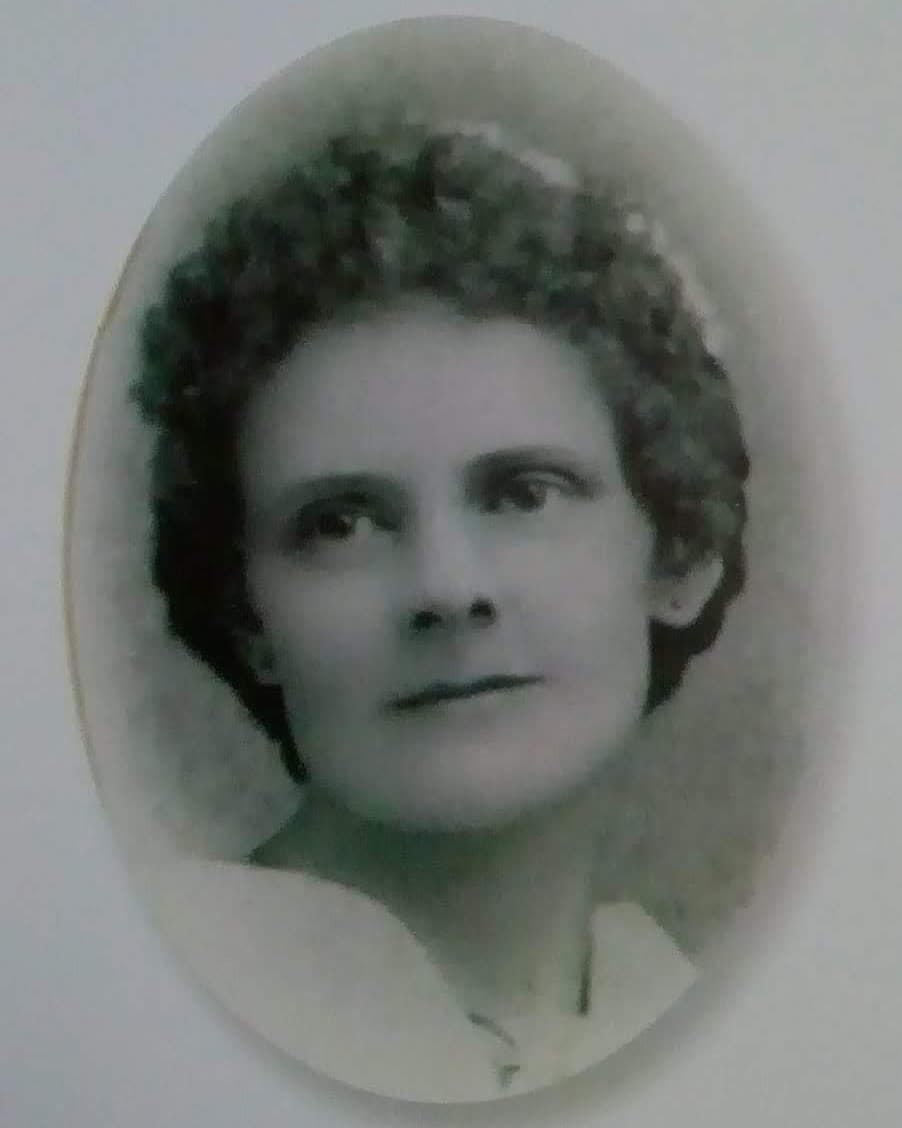
Ana Margarita Jockinsen, co-fundadora del Colegio Comercial Anglo Argentino.

Previamente en 1876 había contraído matrimonio con la alemana Anna Margareth Jockinsen, joven que estudiaba junto a Isaac el profesorado. 
Anna Margarita Jochimsen fue co-fundadora del Colegio Comercial Anglo Argentino, siendo una figura fundamental en la historia del club y del fútbol rosarino. La "Abuela" Jochimsen, como se la conoció cariñosamente, desempeñó un papel crucial en la consolidación de Newell’s Old Boys. Su contribución a la educación y al deporte en Rosario fue reconocida y apreciada.

## Creación del Colegio
Newell fiel a su impronta aventurera, aquella que lo había traído al Puerto de Rosario a los 16 años en 1869, y con carácter emprendedor a la vez que, vocación por la docencia; renuncia en 1883 a su trabajo de docente y, en noviembre de 1884, junto a su esposa, funda el Colegio Comercial Anglo Argentino. Inicialmente alquila la propiedad y más tarde la adquiere, gracias al primer crédito otorgado por el recién fundado Banco Provincial de Santa Fe, una propiedad que pertenecía a Guillermo Wheelwright, ubicada en la calle Entre Ríos 139, esquina Jujuy, de la ciudad de Rosario.
La escuela dictaría la enseñanza básica o primaria que duraría seis años, enseñando también música, dibujo, idioma inglés, francés y alemán. Para los mayores de doce años se dictarían materias comerciales, como: contabilidad, cálculo mercantil, medidas de superficie y volumen, correspondencia comercial, caligrafía y gramática castellana, e idioma inglés. La enseñanza media para los mayores de 12 años se incorpora gracias a la iniciativa de las maestras Emilia Saint Girons y Clemencia Saint Girons, este hecho sería fundamental para lo que vendría.
Este establecimiento se destacó como la primera institución educativa multirracial y multicultural en Rosario, abierta a todas las religiones y ofreciendo un internado para niños, rompiendo con las normas educativas de aquel entonces.
Dada la inmigración de la época el colegio contó con jóvenes estudiantes de muy diversas nacionalidades criolla (argentina), italiana, española, francesa, uruguaya, británica (inglesa, galesa, escocesa e irlandesa), alemana, austriaca, paraguaya, brasileña, portuguesa, árabe, belga, neerlandesa, turca, rumana, chilena y sueca.

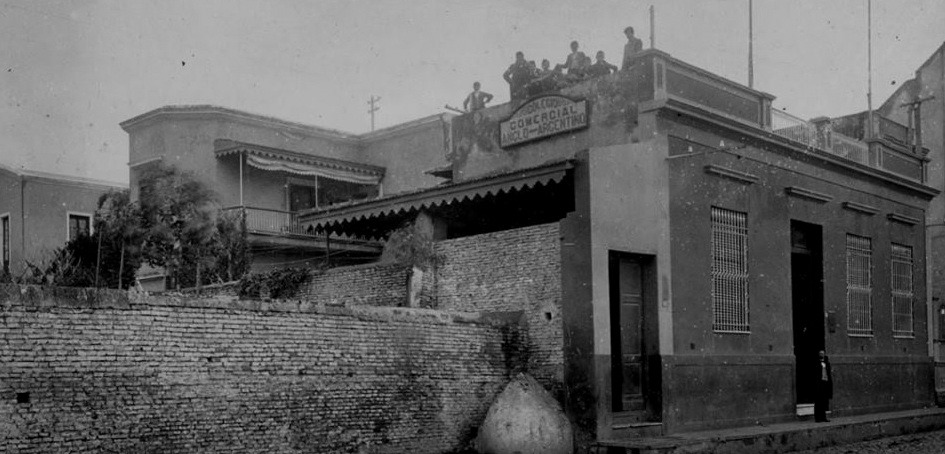
Inicio del Colegio Comercial Anglo Argentino, calle Entre Ríos 139.

Es decir, el colegio fue establecido como una institución educativa no religiosa y multicultural, siendo pionero en abrir sus puertas a niños de diversas religiones y nacionalidades en una época en la que prevalecía la influencia católica en las instituciones educativas.
También, dada la experiencia vivida con las epidemias que asolaban a la población en aquel siglo, el colegio se destacó por seguir estrictas normas de higiene. A través de sus anuncios publicitarios, resaltaban la amplitud e higiene de sus instalaciones. Esto adquiría relevancia en un contexto donde las epidemias de cólera y fiebre amarilla se repetirían en 1887 y 1894, afectando nuevamente a la población.
Mario Parodi, en su libro "Minuto 91" (1987), subraya la importancia que Isaac Newell asignaba a la higiene en el colegio. Los alumnos eran sometidos a revisiones diarias, donde el director inspeccionaba meticulosamente aspectos como las manos, las orejas y las pantorrillas.
La conformación del escudo consta de cuatro partes, superior e inferior y derecha e izquierda. En la parte superior del escudo se pueden diferenciar en la mitad izquierda las alas de Mercurio con fondo negro (símbolo de la elocuencia y el comercio), y en la mitad derecha la lámpara de la sabiduría con fondo rojo; en la parte inferior en la mitad izquierda la bandera Británica, en la mitad derecha la bandera Argentina. El color rojo y negro de la parte superior se debe a las banderas de los países de sus fundadores: el color rojo por Inglaterra debido lógicamente a la procedencia de Isaac y el negro por Alemania, lugar de nacimiento de su esposa Ana. 
En 1899 toma la conducción del colegio Claudio Newell, tras enfermedad de su padre Isaac, marcando el comienzo del compromiso de este con la educación. Sería Claudio quien modernizara arquitectonicamente el edificio, evidenciando el crecimiento de la institución y de Argentina. Desde 1910 pasó a denominarse Colegio e Internado Mercantil Inglés, y era promocionado como Colegio Comercial Inglés y Colegio Newell descantando la figura de su fundador Isaac Newell. El cual sería sede, desde 1939, del Colegio Nacional N.º 2 de Rosario.

### La unión de deporte y educación
La visión de los fundadores sobre este tema, de brindar formación integral al educando sería crucial para el futuro. El Colegio Comercial Anglo Argentino se convirtió en pionero al unir la educación con el deporte, y así se publicitaba en los diarios de la época.

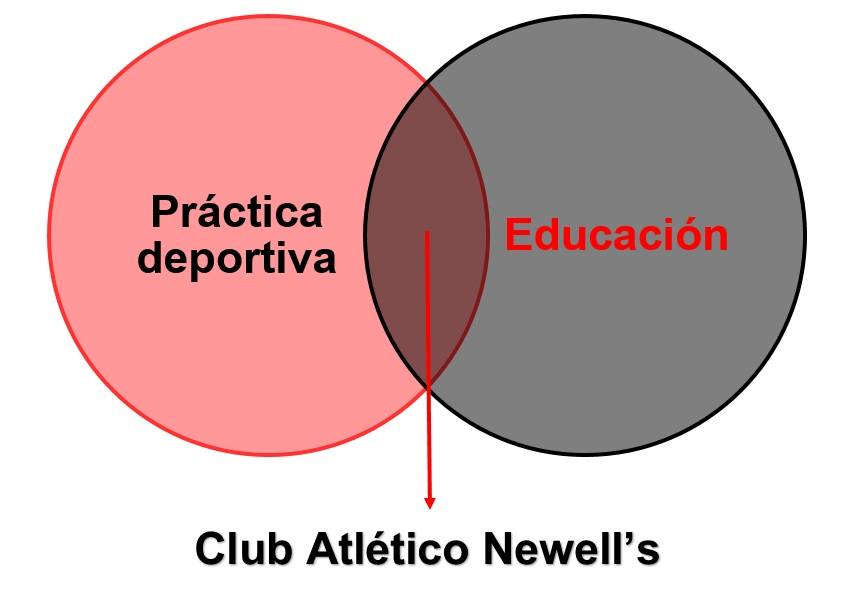
Surgimiento del Club Atlético Newell's como conjunción de la educación y práctica deportiva en el Colegio Comercial Anglo Argentino.

En la materia de educación física, los jóvenes de entonces empiezan a practicar, en el patio, un entretenido juego presentado por Isaac llamado fútbol, que consistía en patear un balón hasta introducirlo en alguno de los arcos colocados en cada extremo del espacio físico. Se cree que, el patio de tierra del colegio se convirtió en pionero del deporte del fútbol en el interior del país, al aplicarse por primera vez el reglamento oficial de fútbol aprobado por la International Board que Isaac encargó en 1884 al importador porteño George Burton, junto con algunas pelotas de cuero. Sin embargo otros señalan que, el reglamento de la International Board que data de 1986 es traído por Isaac al regresar de un viaje a Inglaterra en 1888.
Se puede agregar, que en las aulas del Colegio Comercial Anglo Argentino recibieron formación, entre otros, el Radical Elpidio González, que llegó a ser vicepresidente de la Nación entre 1922 y 1928 y el Demócrata Progresista Enzo Bordabehere, asesinado en el Senado de la Nación en 1935 anteponiéndose a un disparo dirigido a su compañero Lisandro de la Torre, y Claudio Newell que fue intendente de la ciudad, diputado nacional y otros cargos públicos.
Este colegio ha desempeñado un papel fundamental en el desarrollo educativo y deportivo de la región, el edificio ha sido declarado sitio Histórico Municipal destacando la conexión entre la educación, el deporte y la identidad local.
La historia del Colegio Comercial Anglo Argentino sigue siendo relevante en la actualidad, ya que su legado está intrínsecamente vinculado al desarrollo del fútbol y la cultura en la ciudad de Rosario.

## Club Atlético Newell's School

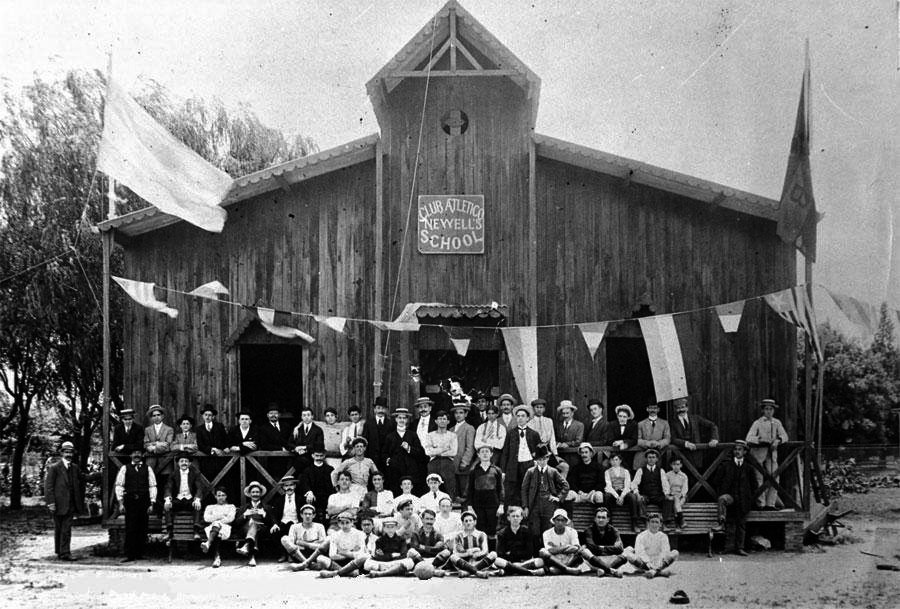
Club Atlético Newell's School, fecha aproximada 1890-1895. En imagen coloreada se ven los distintos uniformes de equipos internos, con camisetas: roja y negra; albiceleste; blanca; celeste. De acuerdo a las vestimentas, y vegetación frondosa, es probable que la fotografía haya sido tomada durante un día templado, posiblemente en primavera o verano, en horas del mediodía de acuerdo a la sombra. La decoración con banderas alrededor del edificio sugiere que la foto fue tomada en un evento significativo para la comunidad escolar o deportiva; lo que puede sugerir un hecho fundacional.

Este ente surge de la concurrencia directa de tres elementos:  
- primeramente de la visión de los fundadores del colegio de brindar una instrucción integral agregando la práctica del deporte a la formación del educando;
- segundo a la incorporación por parte del colegio de la enseñanza media para los mayores de 12 años, que se incorpora gracias a la iniciativa de las maestras Emilia Saint Girons y Clemencia Saint Girons; y
- tercero al entusiasmo y gran interés que despertó en los purretes la práctica de aquel deporte, donde Isaac adquiere un terreno lindero al colegio para contar con un espacio propio para la práctica gimnástica. Estas tres cuestiones son el fundamento de la existencia del club.

Para 1890 -1895 se crea, en aquel espacio, un campo de deportes con edificio propio, denominado Club Atlético Newell's School, este hecho sería, a la vez, la continuación de la historia y el comienzo de, una nueva historia. Tal vez, de ser correcta la fecha, se puede decir que, su nombre al igual que su escudo conjuga lo criollo o argentino y lo británico, en este caso gramaticalmente anteponiendo a Newell's School, el Club Atlético (lo normal, así se nombraba a otros club, para la época hubiese sido Newell's School Athletic Club), pudiendo ser el primer club en Argentina, dedicado al fútbol en aquel entonces, en utilizar la denominación Club Atlético.  
No se puede descartar que el club haya sido creado en 1898 a raíz del Decreto del 18 de abril de ese mismo año.
La construcción del edificio era de madera, sobre pilotes de material, muy habitual en construcciones de tipo anglosajón de aquel siglo. Tenía un típico techo a dos aguas con frontón triangular con lambrequines y como remate de la fachada un gablete sencillo de madera; a su vez contaba con una puerta de ingreso en el centro del frente secundada por dos ventanales, todo con sus respectivos frontones y lambrequines. Además, poseía un pórtico con baranda y balaustres de madera estilo campestre.
En sus primeros años, el Newell's School  no contaba con un equipo rival específico para enfrentar. Los enfrentamientos futbolísticos se llevaban a cabo entre los diversos grupos internos del colegio, lo que resultaba en la ausencia de la necesidad de una indumentaria distintiva para la institución (hubo diseños de uniformes que se usaron internamente entre equipos de alumnos).  

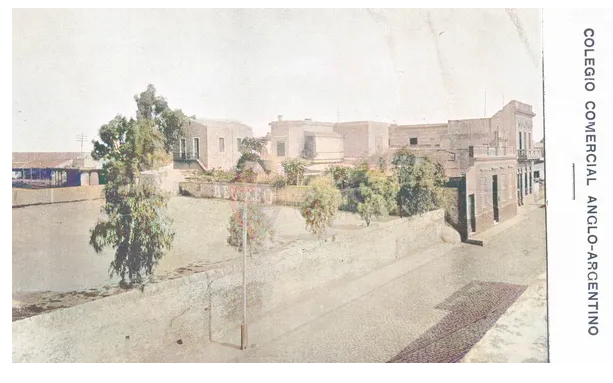
Espacio deportivo del Colegio Comercial Anglo Argentino, donde se ubicaría el Club Atlético Newell´s School.

Con el tiempo, a medida que el fútbol ganaba terreno en la ciudad, la aparición de nuevos equipos y los enfrentamientos contra estos adversarios llevaron al Newell's School  a adoptar una camiseta característica . Los colores elegidos para esta vestimenta fueron bastones celestes y blancos, complementados con el escudo del colegio ubicado en el bolsillo; aunque prontamente se adoptó el rojo y negro como se ve en la foto del School.  
|  |  |

Según un exalumno de Isaac, Néstor Álvarez, en una nota publicada en la prensa rosarina (1943), manifestaba que el club fue fundado el 28 de julio de 1895, tenía unos 50 socios, se pagaba cuota; y tenía presidente, secretario y tesorero, mostrando formalismo en la constitución del School a pesar de ser un ente interno del colegio, como presidentes honorarios fueron designados los señores Isaac Newell y A. Nolan. Álvarez agrega al pago de cuota de los socios, que el club pagaba alquiler y gastos de funcionamiento; esto da a entender que el club, si bien estaba dentro del ámbito del colegio, funcionaba como organización autárquica.

También manifiesta que, el primer partido de fútbol se jugó contra el Colegio Robin (Robb’s School) con triunfo para el C.A.N.S. por 3 a 1.
Como match de aquel momento,  destacan los que, en 1899, los jóvenes muchacho del Club Atlético Newell's School disputan con el Central Argentine Railway Athletic Club en su campo, el sábado 6 de mayo, que se presentan reforzados con algunos jugadores del Rosario Athletic Club (actual Club Atlético del Rosario). El encuentro amistoso termina empatado 1 a 1, jugando  los jóvenes del colegio de Newell con un jugador menos todo el partido. Se disputaría un segundo encuentro, desarrollado en la Plaza Jewell, esta vez son 11 contra 11 y los jugadores del ferrocarril son superados por los habilidosos alumnos de Isaac por 1 a 0, un 10 de junio de aquel año. Un tiempo después el Club Atlético Newell's School cede jugadores a ambos equipos ferroviarios que habían comenzado a disputar copas en la Argentine Football Association. 

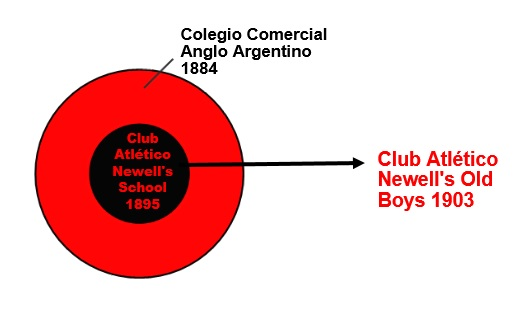
Newell´s School como núcleo referencial de Newell´s Old Boys

Este órgano y espacio (formalizado según Álvarez), Club Atlético Newell's School , interno del colegio sería un antecedente directo del actual Club Atlético Newell's Old Boys, que culminaría con la fundación de dicho club en 1903 realizada por exalumnos del colegio, entre ellos Claudio Newell hijo de Isaac; hay que considerar que las ligas empezaban a no aceptar nombres de colegios por considerarlos publicitarios. O sea el C.A.N.S., que era parte del conjunto Colegio Comercial Anglo Argentino, es el núcleo referencial del que deriva el C.A.N.O.B. No se puede descartar que ambos clubs hayan existido en simultáneo, es decir, que una vez creado el Old Boys el School continuase funcionando, el Old Boys volcado a una competencia formal y el School a una práctica lúdica juvenil.    
Por otro lado, también, es probable que, dado el formalismo expuesto por Álvarez (tener autoridades definidas, pago de cuota por los socios, pago de alquiler y gastos de funcionamiento (que ya no era un órgano del colegio, sino un ente autárquico ubicado en espacio del colegio))del C.A.N.S., que el C.A.N.O.B. sea en realidad la continuidad del School aggiornando el nombre a la condición de ya exalumnos de los miembros de aquel y del retiro de Isaac, desde 

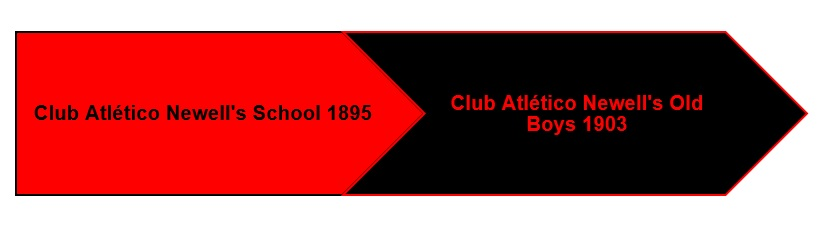
Club Atlético, Newell's Old Boys como continuidad histórica del Newell's School.

1900, por enfermedad, que llevase al cambio de nombre para 1903; considerando que todo sucede en misma dirección: calle Entre Ríos 139. Y que, en definitiva, siempre fue el Club Atlético Newell's, primeramente School con sus estudiantes luego Old Boys con sus exestudiantes, en reconocimiento y homenaje a Isaac Newell.

Se puede agregar que, el Club Atlético Newell's School  fue, o actuó como, las divisiones inferiores o la cantera del luego fundado (o continuación) Club Atlético Newell's Old Boys, proveyendo de jóvenes conocedores del reglamento del fútbol de la International Board y con una buena formación física y futbolística del deporte. Tal vez esto explique, por lo menos en parte, que el C.A.N.O.B. obtuviera siete de las ocho primeras copas disputadas, en la Liga Rosarina de Fútbol; una copa nacional en 1911, y cuatro subcampeonatos de copas nacionales en 1909, 1912, 1913 y 1914; y un subcampeonato en 1911, de copa internacional.
Considerando que en el estudio del pasado se trata de establecer hipótesis plausibles sobre temas socialmente significativos, se establece sintética y esquemáticamente las siguientes posibilidades:

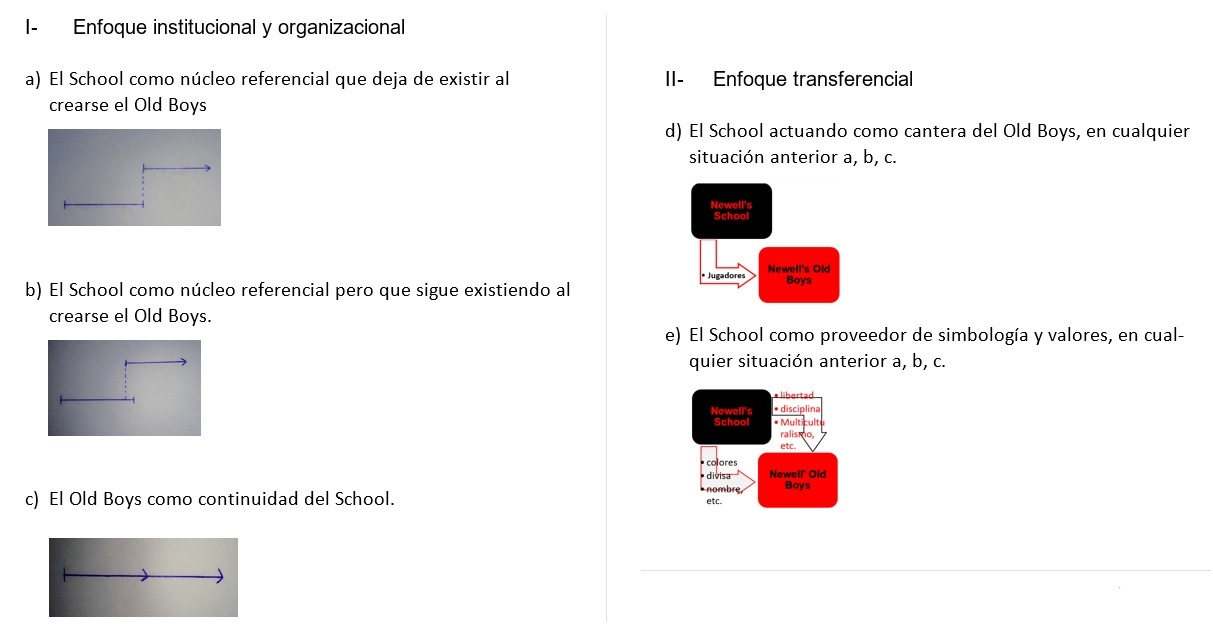
Enfoques analíticos: Newell's School y Newell's Old Boys

De este modo, conocer sobre el pasado del club no se basa en certezas absolutas sino en argumentaciones formuladas lo más sólidamente posible.
En definitiva, la unión entre Isaac Newell, Anna Margarita Jochimsen y la comunidad educativa sentó las bases para el desarrollo del fútbol en Rosario y la fundación del Club Atlético Newell’s Old Boys, una institución que ha dejado una huella indeleble en la historia del fútbol argentino.